# Kardinal-Faulhaber-Straße
Die Kardinal-Faulhaber-Straße ist eine Straße in der Altstadt von München. Sie verläuft vom Salvatorplatz in südwestlicher Richtung zum Promenadeplatz.

## Geschichte
Die Straße liegt im Kreuzviertel. Belegte frühere Namen sind Barts Gassen (um 1375) sowie Graf-Portia-Prangers-Gasse (gegen Ende des 18. Jahrhunderts). Ab 1818 trug sie den Namen Promenadegasse. Nach dem Tod des Münchner Erzbischofs Michael Kardinal Faulhaber (1869–1952) erhielt sie 1952 ihren heutigen Namen.

## Straßenbild
Das Straßenbild wird bestimmt von repräsentativ gestalteten Adelspalais und Verwaltungsbauten. Denn ebenso wie die anliegende Prannerstraße und der südlich gelegene Promenadeplatz war die Kardinal-Faulhaber-Straße eine Adresse für die im Kreuzviertel konzentrierten Adelspalais. In Ecklage zur Salvatorstraße wurde 1893/94 die Königliche Filialbank errichtet (seit 2023 Hotel Rosewood Munich). Das Palais Spreti wurde um 1730 gebaut (Hausnummer 6). François de Cuvilliés errichtete zwischen 1733 und 1737 im Auftrag von Kurfürst Karl Albrecht für dessen Sohn Franz Ludwig das Palais Holnstein (Hausnummer 7). Hier befindet sich seit 1821 der Dienstsitz des Erzbischofs von München und Freising. 1885/86 entstand ein Verwaltungsbau der Bayerischen Vereinsbank (Hausnummer 14), 1895/96 der Westflügel der Bayerischen Hypotheken- und Wechsel-Bank (Hausnummer 10). Die Hausnummer 12 bezeichnet das ehemalige Palais Porcia. Die Perusapassage verbindet die Kardinal-Faulhaber-Straße mit den Fünf Höfen bis zur Theatinerstraße.
Vor dem Haus Nr. 8 erinnert das Kurt-Eisner-Denkmal auf dem Gehsteig an das dortige Attentat auf den ersten bayerischen Ministerpräsidenten Kurt Eisner am 21. Februar 1919.

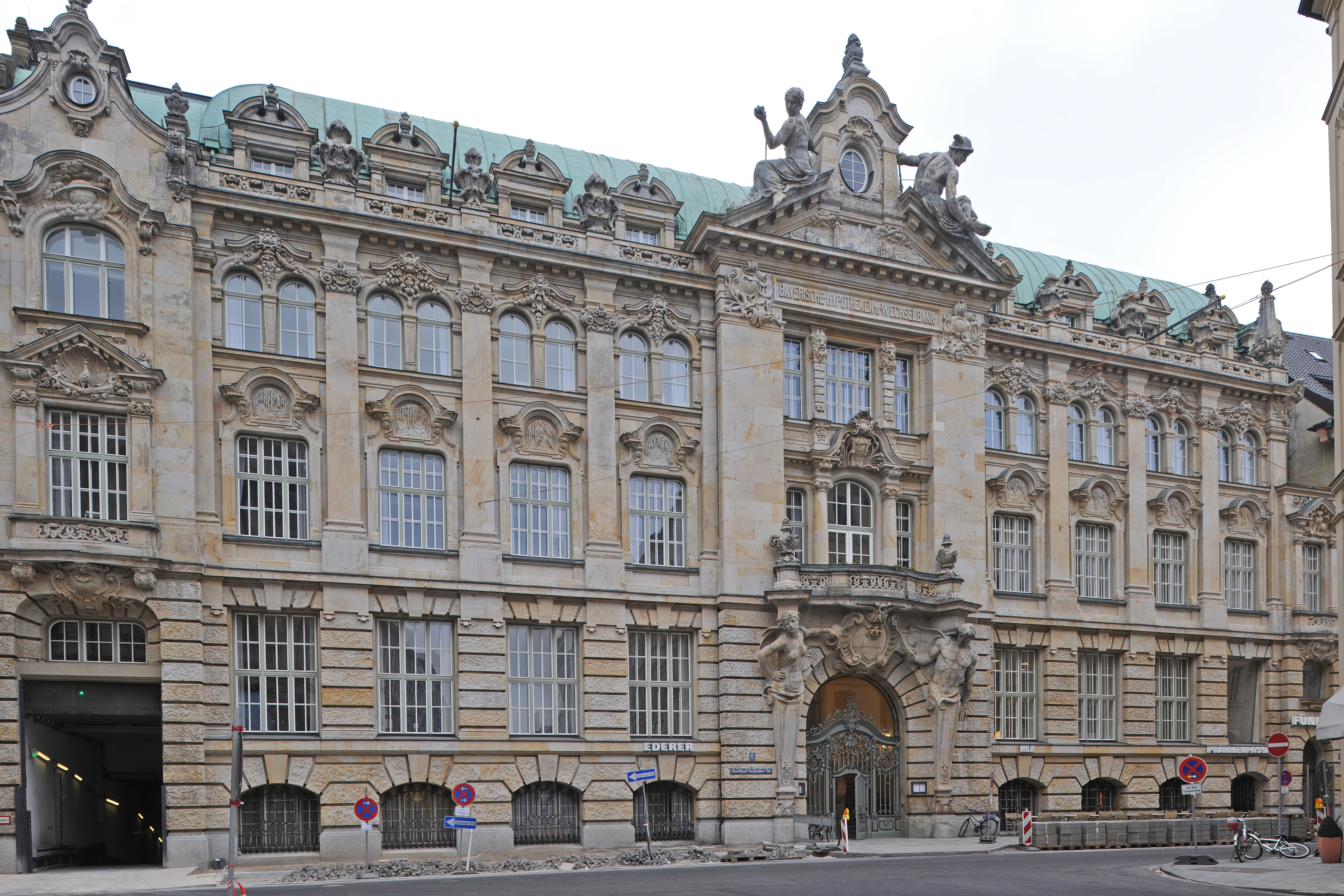
Kardinal-Faulhaber-Straße 10. Westflügel, monumentaler Neubarockbau, bez. Emil Schmidt 1895–1896, mit reichem plastischem Schmuck von Hugo Kaufmann
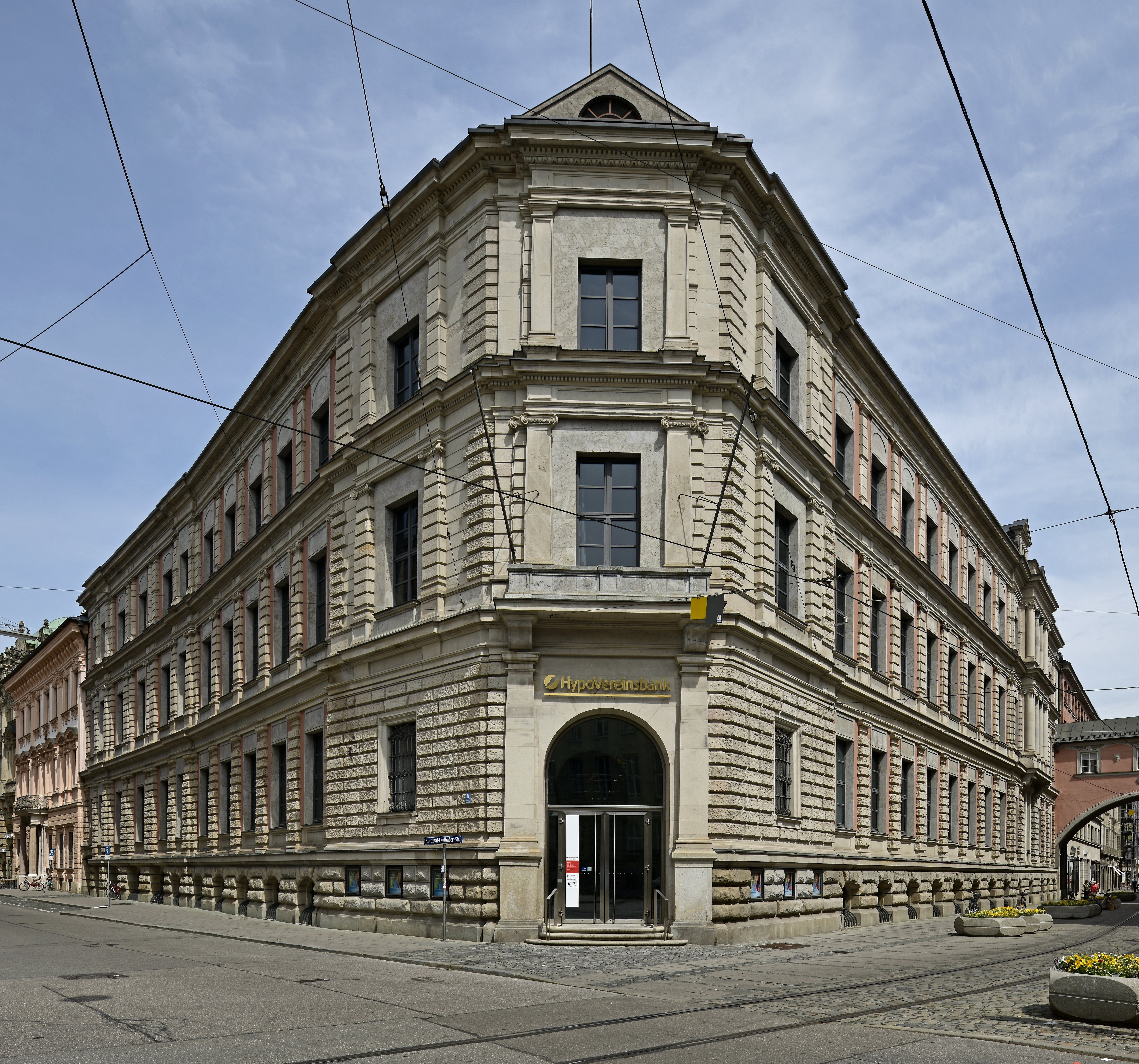
Kardinal-Faulhaber-Straße an der Einmündung Maffeistraße/Promenadeplatz
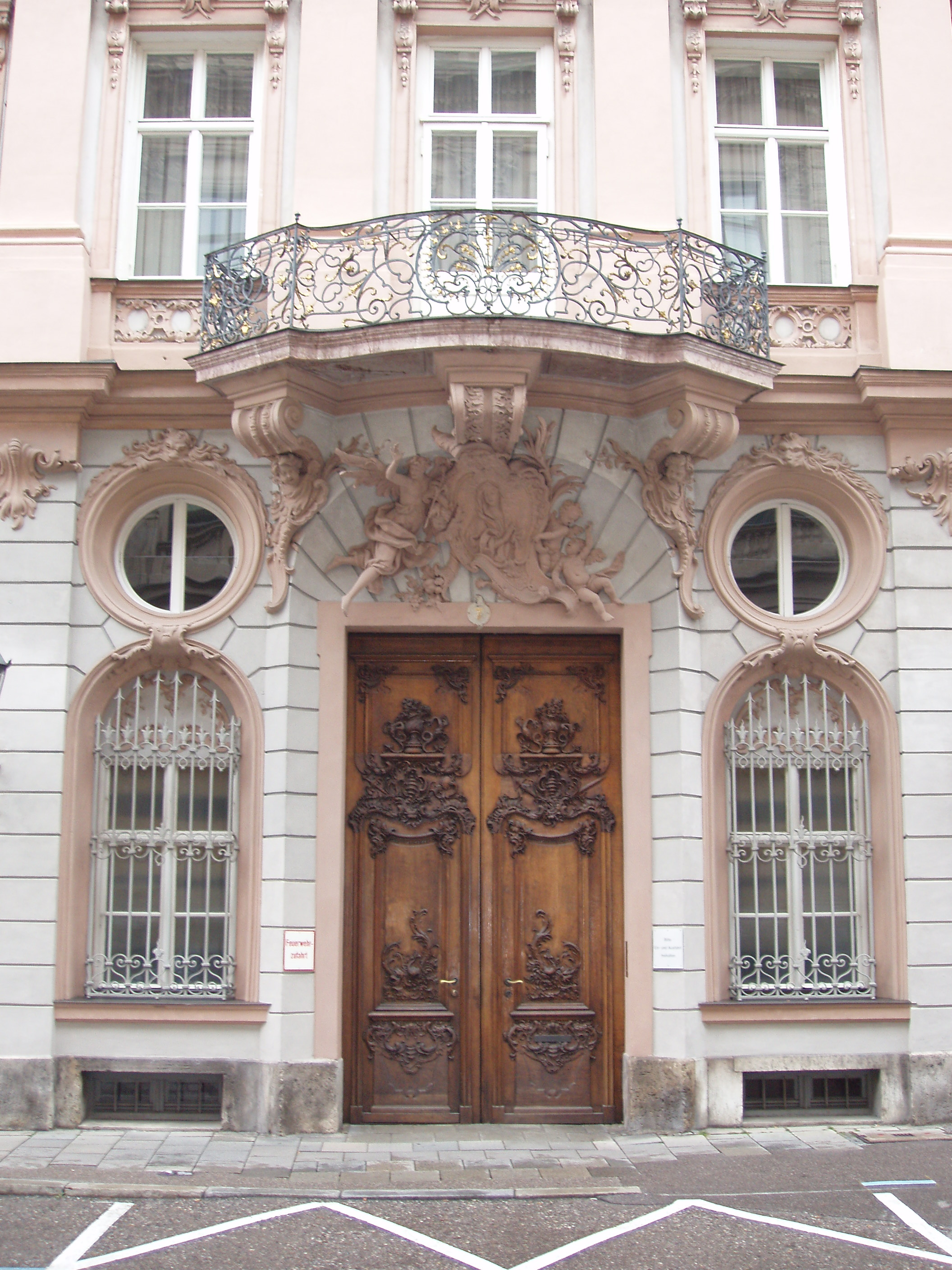
Portal mit Hausmadonna, Palais Holnstein, Erzbischöfliches Palais
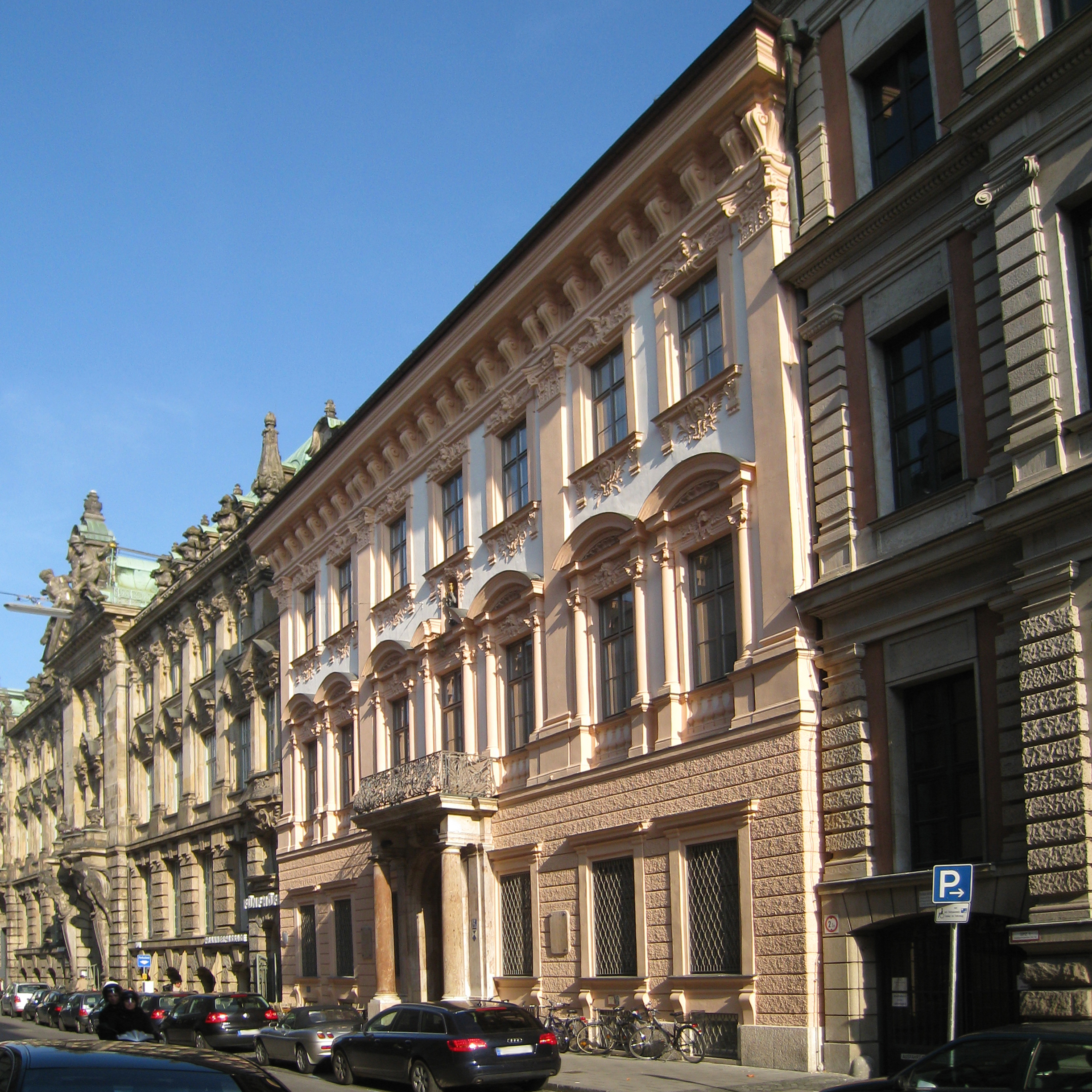
Palais Porcia
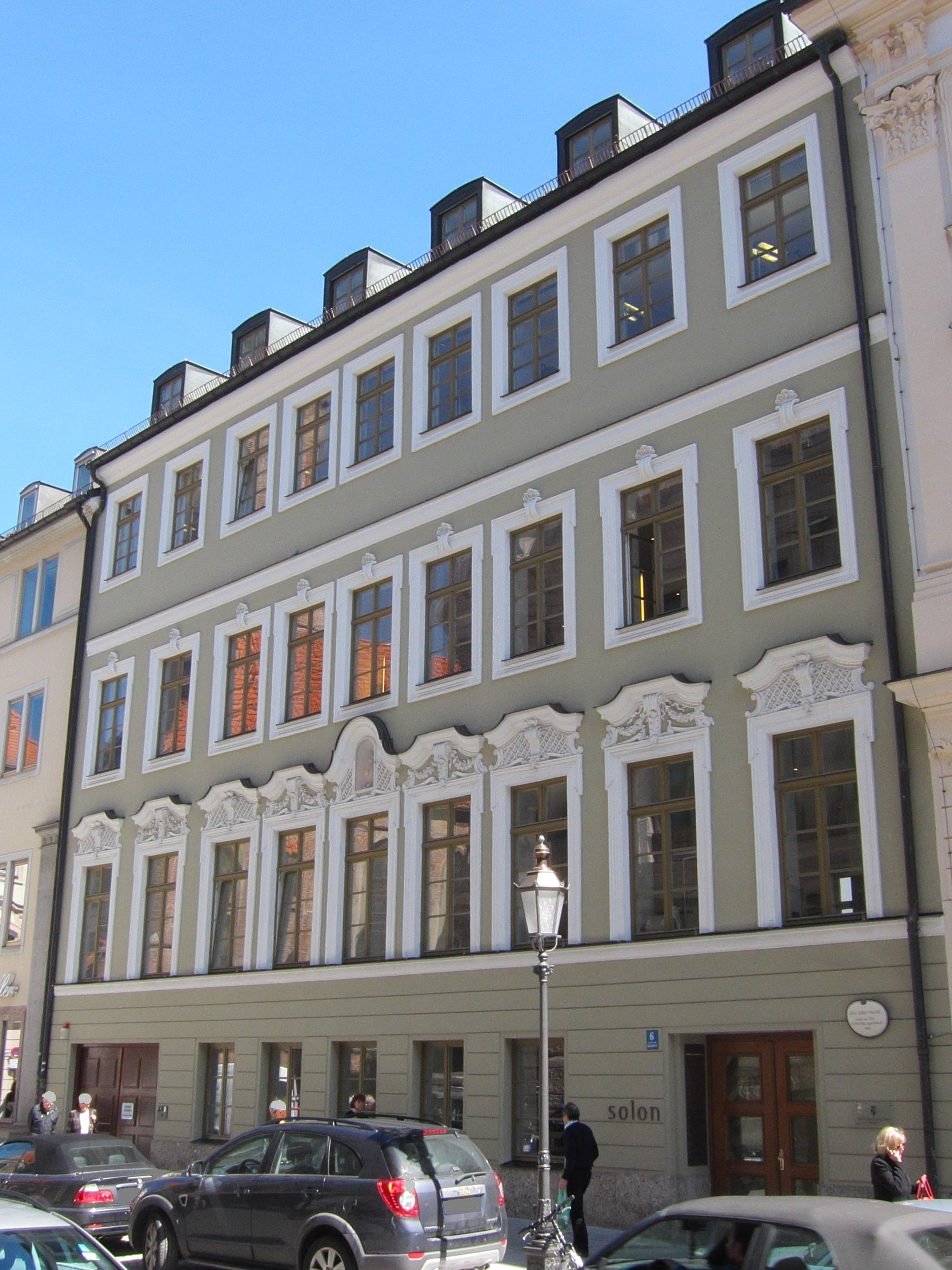
Palais Spreti
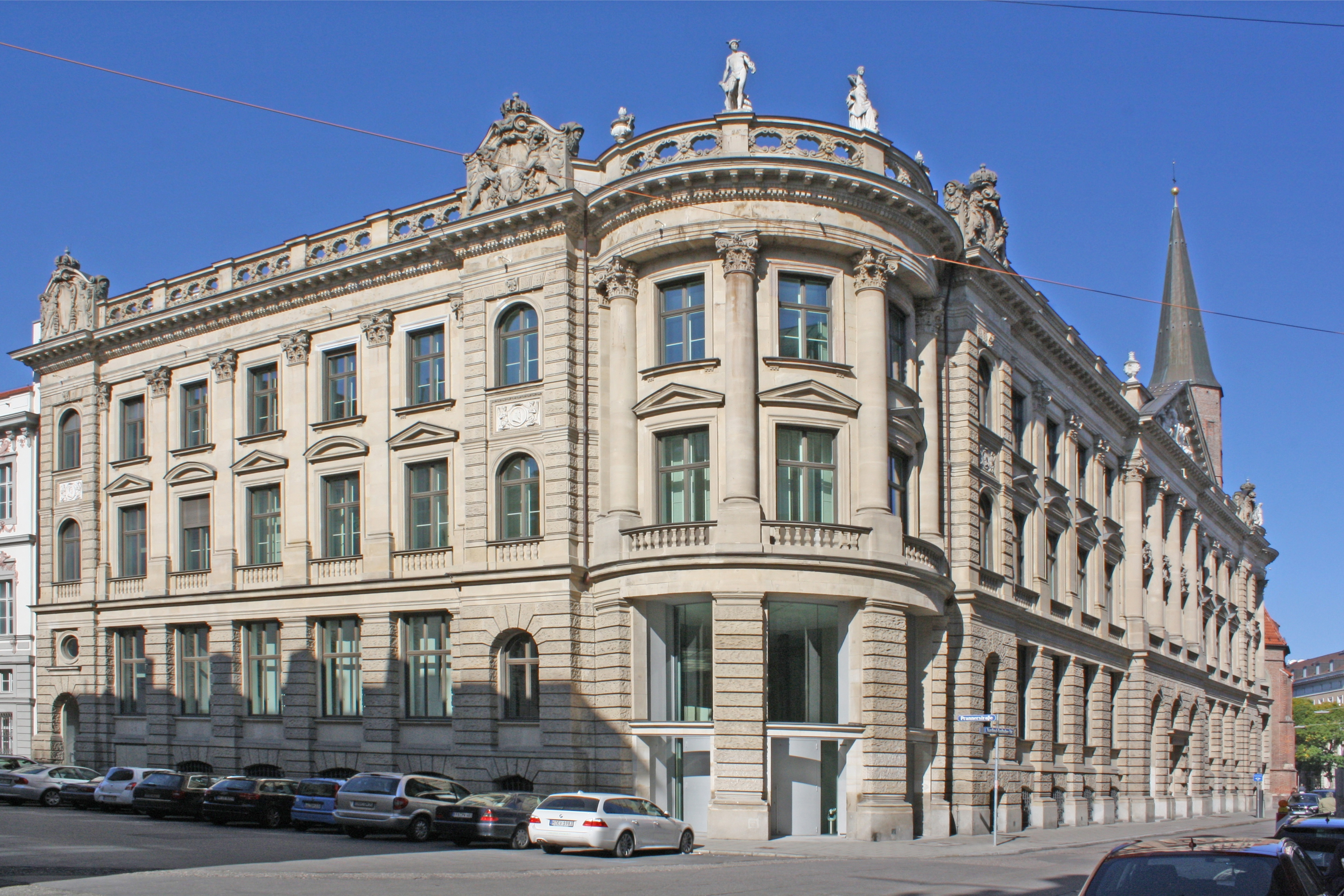
Kardinal-Faulhaber-Straße Ecke Prannerstraße
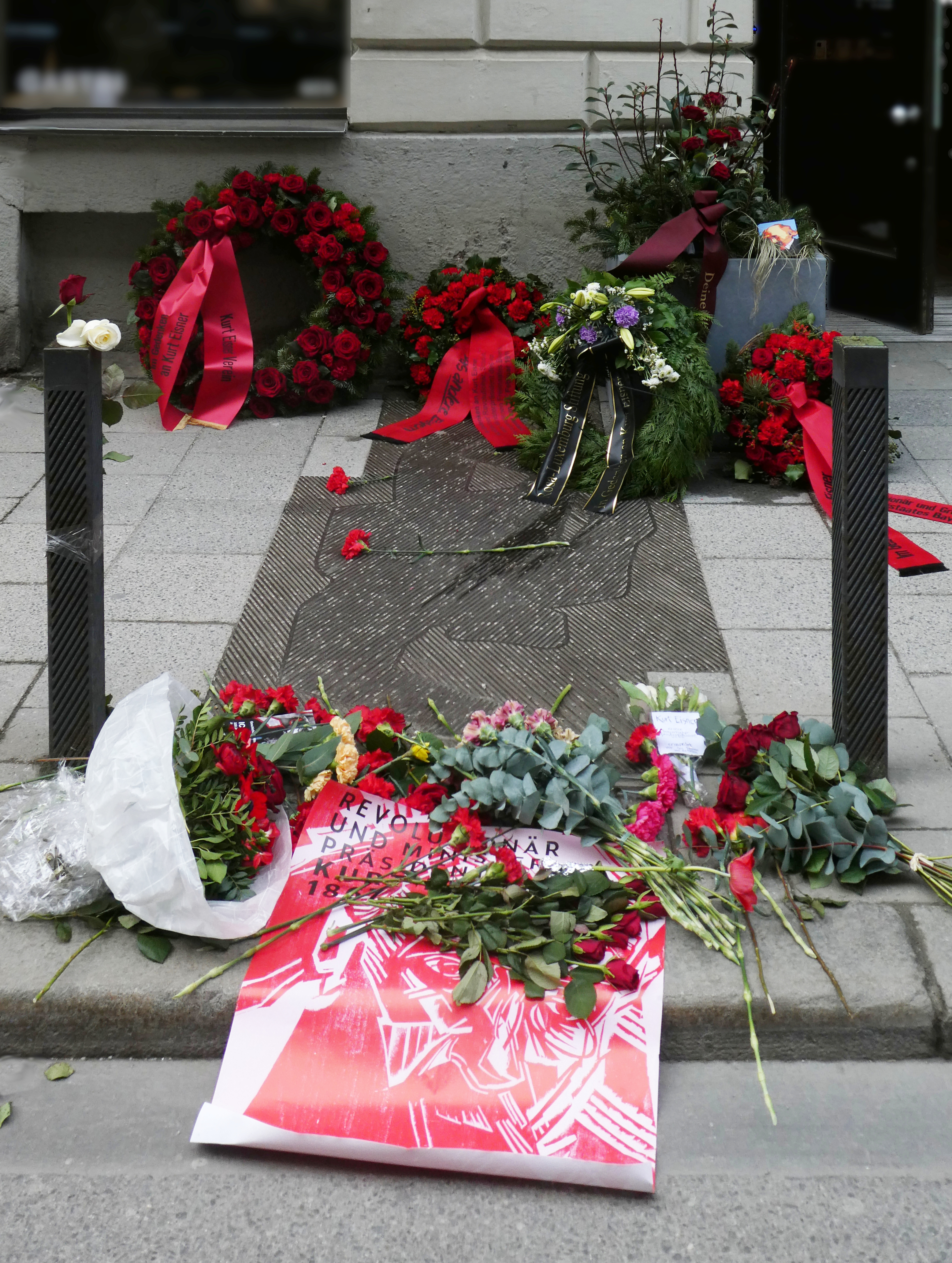
Kurt-Eisner-Denkmal